# .ki
.ki és el domini de primer nivell territorial (ccTLD) de Kiribati.
Des de principis dels anys 1990 fins a principis dels anys 2000, el domini el gestionava un ISP australià, connect.com.au, amb el patrocini de la Pacific Islands Forum Fisheries Agency, una agència interestatal que coordina la política pesquera de diversos petits estats del Pacífic, Nova Zelanda i Austràlia. Més endavant, es va transferir al Ministeri de Pesca i Desenvolupament de Recursos Marítims de Kiribati, i finalment al Ministeri de Comunicacions, Transports i Desenvolupament Turístic. El 2002 la gestió del domini es va transferir a Telecom Services Kiribati Limited. Des de 2007, el registre el porta la Telecommunications Authority of Kiribati amb múltiples registradors; això no obstant, és un domini poc utilitzat. A causa de la remota ubicació i la connexió limitada a Internet de Kiribati, és freqüent que els webs de Kiribati (com els governamentals) vagin molt lents o no siguin accessibles; això no obstant, bona part dels webs amb .ki estan hostatjats a fora de Kiribati.

## Dominis de segon nivell
Els dominis es poden registrar directament a sota de .ki, o al tercer nivell, per sota de com.ki, biz.ki, net.ki, info.ki, org.ki, gov.ki, edu.ki, mob.ki, i tel.ki. Els dominis de segon nivell costen 1.000 A$, mentre que tots els altres (menys edu.ki, que en costa 50), valen 150 A$. edu.ki i gov.ki estan reservats per les entitats corresponents de Kiribati.
El propietari del domini de.ki ofereix redirecció gratuïta de subdominis d'aquesta adreça, orientada al mercat de parla alemanya. Una bona part de l'ús de .ki al web correspon a aquest servei.